# Romeu Alberti
Dom Romeu Alberti (São Paulo, 21 de abril de 1927 - Ribeirão Preto, 6 de agosto de 1988) foi um bispo católico brasileiro.

## Biografia
Foi nomeado bispo de Apucarana pelo Papa Paulo VI no dia 22 de fevereiro de 1965. Foi administrador da Arquidiocese de Botucatu de 1968 a 1969. Ele estava em Apucarana, como bispo diocesano quando aos 3 de junho de 1982 o Papa João Paulo II o nomeou Arcebispo de Ribeirão Preto. Sua posse se deu no dia 22 de agosto do mesmo ano. Permaneceu em tal função até sua morte, em decorrência de miodisplasia medular.
Desempenhou também as funções de membro da Comissão Representativa do Regional Sul 1 da CNBB; Delegado do Regional Sul 1 da CNBB junto à Comissão Permanente da CNBB; membro da Comissão Episcopal do Departamento de Comunicação Social do CELAM.